# Vera Nikolić
Vera Nikolić (srbsko Вера Николић), srbska atletinja, * 23. september 1948, Grabovica, Federativna ljudska republika Jugoslavija, † 28. junij 2021, Beograd, Srbija
Nastopila je na poletnih olimpijskih igrah v letih 1968 in 1972, ko je osvojila peto mesto v teku na 800 m. V tej disciplini je osvojila naslova evropske prvakinje v letih 1966 in 1971 ter bronasto medaljo leta 1969. 20. julija 1968 je postavila svetovni rekord v teku na 800 m s časom 2:00,5 s, ki je veljal tri leta. Leta 1966 je bila izbrana za jugoslovansko športnico leta.